# او آر اس
او آر اس (به انگلیسی: ORS) (مخفف: Oral Rehydration Salt) فراورده‌ای خوراکی است که در اسهال‌های متوسط برای جبران آب و نمک‌های از دست رفتهٔ بدن و پیشگیری از دهیدراسیون تجویز می‌شود. اوآراس محتوی قند (گلوکز) و الکترولیت (کلرید سدیم و پتاسیم) و گاه سیترات است و با توجه به وجود گیرنده‌های خاصی در روده که سدیم و گلوکز را همراه هم به داخل سلول وارد می‌کنند در دستگاه گوارش جذب می‌شود.
اوآراس معمولاً به صورت ساشه‌های حاوی پودر به فروش می‌رسد که باید درست پیش از مصرف به محلول تبدیل شود: پودر درون ساشه را باید طبق دستور روی آن در (اغلب یک لیتر) آب جوشیدهٔ سرد شده حل کرد و نوشید.
اخیراً در ایران شرکت‌های دارویی جهت راحتی مصرف‌کننده اقدام به تولید او آر اس به صورت قرص جوشان کرده‌اند
در موارد حادتر اسهال نیاز به سرم‌تراپی و تزریق مایعات از طریق ورید مورد لزوم است.